# Langue des signes malgache
La langue des signes malgache  est la langue des signes utilisée par les personnes sourdes et leurs proches à Madagascar.

## Histoire
À partir de 2004 la Fédération des sourds de Madagascar (en malgache Federasionan'ny Marenina eto Madagasikara, FMM) s'est associée avec la Fédération norvégienne pour les sourds (NDF) pour lancer des projets dans quatre voies (éducation, dictionnaire de la langue des signes, visites aux personnes sourdes, formation de nouveaux interprètes).

## Caractéristiques
La langue des signes malgache est similaire à la langue des signes norvégienne.

## Utilisation
L’Église luthérienne dispose d’un centre spécialisé dans l’éducation des sourds. Huit instituts pour sourds opérant en régime d’internat existent actuellement dans les principales villes du pays. L’intégration scolaire en milieu ordinaire est visée après le Brevet d’études du premier cycle de l’enseignement secondaire (BEPC), avec l’intervention d’un interprète. Quelques enfants malentendants sont progressivement insérés dans les classes ordinaires. La FMM, en partenariat avec la NDF ont formé 14 interprètes et ont élaboré un dictionnaire de la langue des signes.